# Гельмут Кнолльманн
Ге́льмут Кно́лльманн (нім. Helmut Knollmann; 9 серпня 1918, Майнерцгаґен — 17 лютого 1945, Осло-фіорд) — німецький офіцер-підводник, капітан-лейтенант крігсмаріне. Кавалер Німецького хреста в золоті.

## Біографія
3 квітня 1937 року вступив на флот. 1 жовтня 1939 року відряджений у морську авіацію. Після проходження навчання з 1 квітня 1940 року служив спостерігачем у 2-й ескадрильї 26-ї бомбардувальної ескадри.
З 5 липня по 27 грудня 1943 року пройшов курс підводника, з 28 грудня 1943 по 15 січня 1944 року — курс кермування, 16—31 січня — курс позиціонування (радіовимірювання), з 1 лютого по 31 березня — курс командира підводного човна, після чого був направлений на будівництво підводного човна U-1273. З 7 липня 1944 року — командир U-1273. 17 лютого 1945 року вийшов у свій перший і останній похід. Того ж дня човен затонув у Скагерраку, в Осло-фіорді біля Гортену (59°24′ пн. ш. 10°32′ сх. д.), підірвавшись на міні британського мінного поля Onions IV. 8 членів екіпажу врятували, 43 (включно з Кнолльманном) загинули.

## Звання
- Кандидат в офіцери (3 квітня 1937)
- Морський кадет (21 вересня 1937)
- Фенріх-цур-зее (1 травня 1938)
- Оберфенріх-цур-зее (1 липня 1939)
- Лейтенант-цур-зее (1 серпня 1939)
- Оберлейтенант-цур-зее (1 вересня 1941)
- Капітан-лейтенант (1 квітня 1944)

## Нагороди
- Залізний хрест
  - 2-го класу (20 лютого 1941)
  - 1-го класу (28 травня 1941)
- Авіаційна планка бомбардувальника
  - в бронзі (27 квітня 1941)
  - в сріблі (28 травня 1941)
  - в золоті (11 серпня 1941)
- Почесний Кубок Люфтваффе (2 березня 1942)
- Медаль «Хрестовий похід проти комунізму» (Румунське королівство; 26 травня 1942)
- Нагрудний знак спостерігача (18 листопада 1942)
- Медаль «За зимову кампанію на Сході 1941/42» (1942)
- Кримський щит (15 березня 1943)
- Німецький хрест в золоті (31 серпня 1943)